# حسام محمد أمين
اللواء حسام محمد أمين الياسين (12 مارس 1950 - 8 يوليو 2021) كان يعمل مديرا عاما لدائرة الرقابة الوطنية في العراق قبل الاحتلال الأمريكي عام 2003. وتلك الدائرة كانت تمثل حلقة الوصل بين الحكومة العراقية ولجان التفتيش عن أسلحة الدمار الشامل العراقية والتي تشكلت بموجب قرارات مجلس الأمن الدولي التابع للامم المتحدة عام 1991 على اثر غزو العراق للكويت. وكان قبل ذلك قد عمل لسنوات طويلة في تشكيلات الجيش العراقي ومنشات التصنيع العسكري. ومنح لقب عالم عام 2000 بناء على إنجازاته وبحوثه العلمية.
عرف عن اللواء أمين مؤتمراته الصحفية والتي كان يعقدها أسبوعيا للتحدث عن أنشطة فرق التفتيش والرد على الادعاءات الأمريكية والبريطانية التي كانت تتهم العراق زورا بأنه يحتفظ بأسلحة دمار شامل أو يطورها كذريعة للعدوان عليه والتي ثبت بطلانها وكذبها وأنها كانت لغايات سياسية بحتة تهدف إلى إزالة الرئيس صدام حسين عن قيادة العراق لضمان أمن إسرائيل وللسيطرة على ثرواته النفطية الهائلة. كما شارك في عضوية الوفود التي كان يترأسها نائب رئيس الوزراء طارق عزيز أو وزير الخارجية محمد سعيد الصحاف للتفاوض مع الأمم المتحدة والتي كانت تهدف إلى رفع الحصار الاقتصادي عن العراق.
وقد قامت القوات الأمريكية بعد احتلالها لبغداد العاصمة بإدراج اسم اللواء أمين ضمن قائمة الخمس وخمسين المطلوبين مما أدى إلى اعتقاله في سجن كروبر قرب مطار بغداد لمدة ثلاث سنوات حيث تعرض في بداية اعتقاله إلى التعذيب الوحشي للاعتراف عن أسلحة الدمار الشامل التي لم تكن موجودة أصلا. أُطلق سراحه بعدها مع 21 معتقلا آخرين وذلك بعد أن تبين عدم صحة الاتهامات التي وجهت إليه ولثبوت عدم إخفاء نظام صدام حسين لأية أسلحة دمار شامل.

## وفاته
تُوفي في الإمارات العربية المتحدة بسبب فيروس كورونا في 8 تموز/يوليو 2021، عن عمر ناهز 71 سنة.